# Нидервис
Нидервис (фр. Niedervisse) — коммуна во французском департаменте Мозель региона Лотарингия. Относится к кантону Буле-Мозель.

## Географическое положение
Нидервис расположен в 29 км к востоку от Меца. Соседние коммуны: Кум на севере, Гертен на северо-востоке, Варсбер и Ам-су-Варсбер на востоке, Бистан-ан-Лоррен, Обервис и Бушпорн на юго-востоке, Нарбефонтен на юго-западе, Момерстроф на западе, Дантен на северо-западе.
Нидервис является сельскохозяйственной коммуной, окружённой полями. Здесь выращиваются кукуруза, свёкла, картофель и яблоки, развито скотоводческое хозяйство.

## История
- Следы древнеримского тракта.
- Коммуна была уничтожена во время Тридцатилетней войны 1618—1648 годов и долгое время после этого оставалась необитаемой.
- Долгое время Нидервис вместе с двумя соседними деревнями Дантен и Момерстроф представляли собой анклав Священной Римской империи на территории Лотарингии и позже Французского королевства. В 1793 году во время Французской революции Дантен и Нидервис вошли в состав Франции.
- В 1871 году Нидервисс по франкфуртскому договору отошёл к Германской империи и получил германизированное название Wiese. В 1918 году после поражения Германии в Первой мировой войне вновь вошёл в состав Франции в департамент Мозель.
- В окрестном лесном массиве во время Второй мировой войны на месте бывшего французского военного лагеря нацисты расположили концлагерь Бан-Сен-Жан для советских военнопленных.

## Демография
По переписи 2008 года в коммуне проживало 232 человека.	

## Достопримечательности

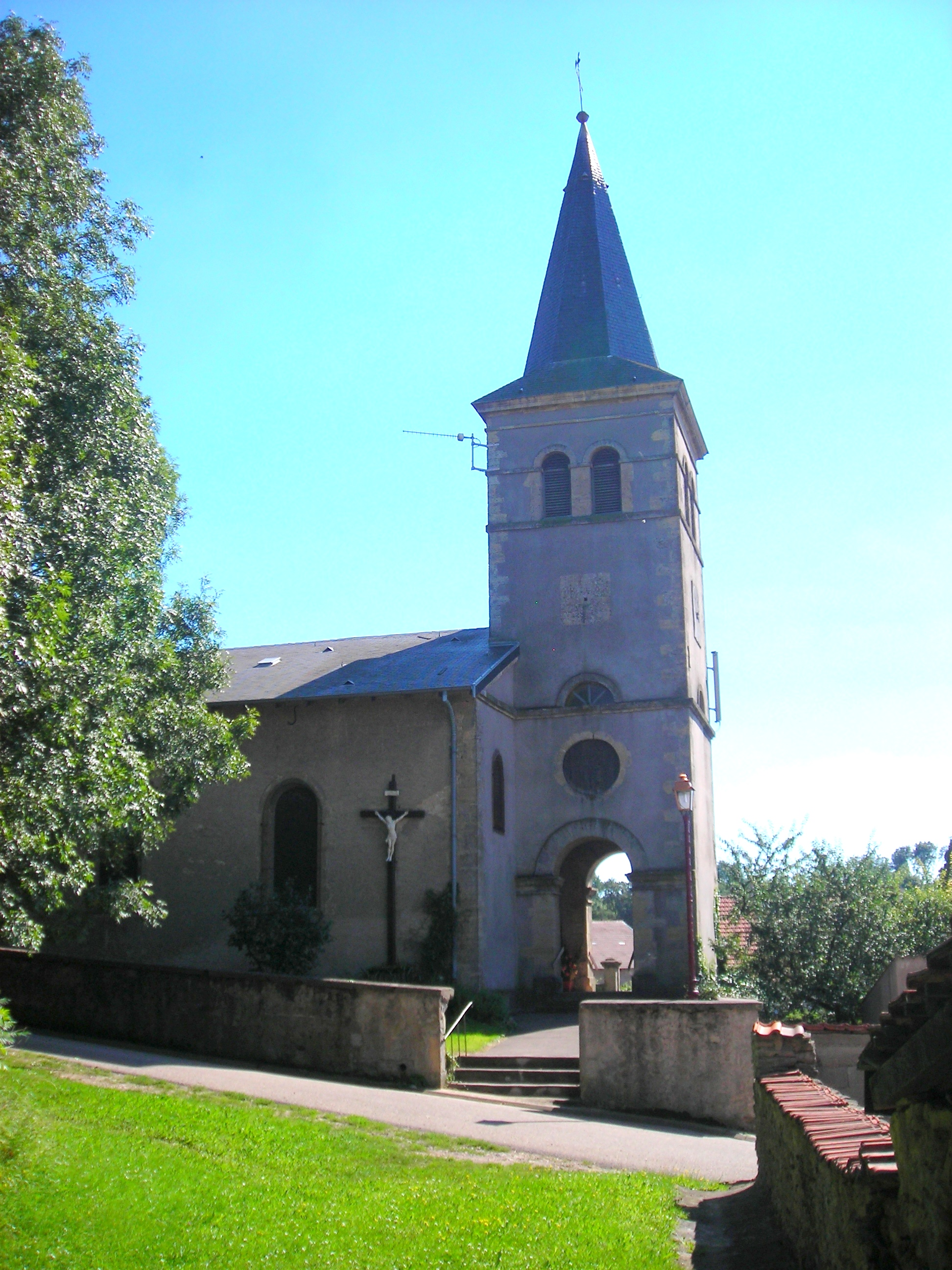
Церковь Сент-Мари-Мадлен.

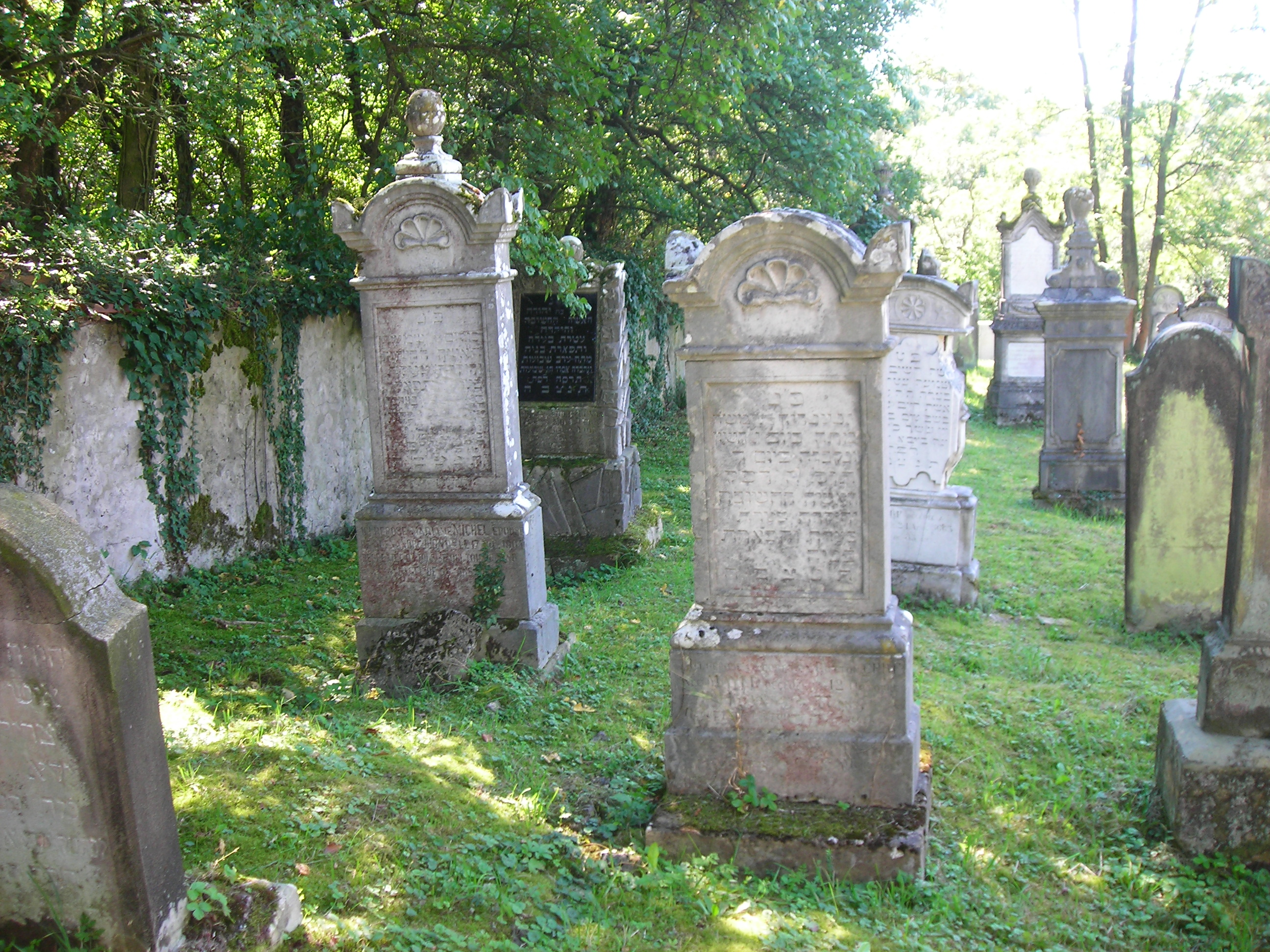
Еврейское кладбище в Нидервисе.

- Церковь святой Марии-Магдалины 1817 года.
- Еврейское кладбище на краю коммуны в сторону Кума. Синагога и дома еврейской общины были разрушены нацистами во время Второй мировой войны.
- В окрестностях Буле-Мозеля, включая Нидервис, расположены 30 ветряных турбин.
- Бункер линии Мажино Кум-Сюд (Южный Кум) к северу от коммуны.